# Protoparmelia isidiata
Protoparmelia isidiata är en lavart som beskrevs av Diederich, Aptroot & Sérus. Protoparmelia isidiata ingår i släktet Protoparmelia och familjen Parmeliaceae.   Inga underarter finns listade i Catalogue of Life.